# Gladiogobius rex
Gladiogobius rex är en fiskart som beskrevs av Koichi Shibukawa och Allen 2007. Gladiogobius rex ingår i släktet Gladiogobius och familjen smörbultsfiskar. Inga underarter finns listade i Catalogue of Life.